# Eromenos

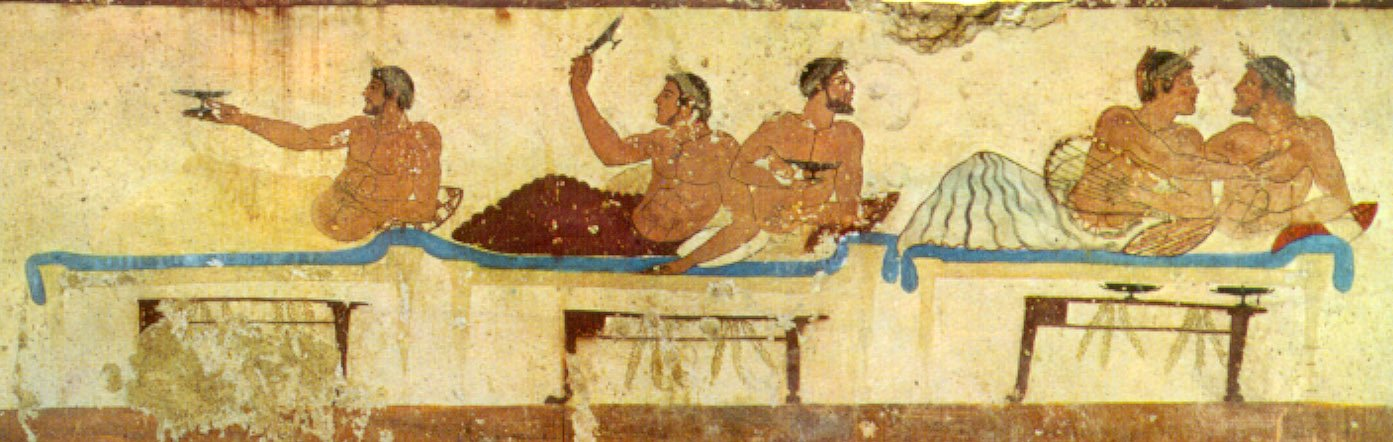
Cena de um simpósio: homens e eromenoi reclinando e jogando cótabo

O erômeno ou eromenos (em grego, ἐρώμενος – plural: "eromenoi") era um adolescente do sexo masculino envolvido em uma relação amorosa com um homem adulto, denominado erastes (em grego, ἐραστής – plural: "erastoi").
O relacionamento entre o eromenos e o erastes era muito mais amplo que meramente sexual, como atesta a variação de nomes nas diversas polei. Em Atenas, o eromenos era também chamado "paidika". Em Esparta, era aites ("ouvinte"). Em Creta, era kleinos ("glorioso").
Se um eromenos houvesse lutado numa batalha ao lado do erastes, era chamado parastathenes ("o que se posta ao lado").

## Características
Os 'eromenoi' eram intensamente disputados na Grécia Antiga, sendo objeto de brigas de rua e poemas. Alguns dos 'eromenoi' mudavam-se para a casa de seus 'erastes' por algum tempo.
Os gregos valorizavam o período da vida em que os adolescentes eram considerados prontos para esse relacionamento, período esse chamado de hôraios (freqüentemente traduzido por auge da infância) O 'eromenos' era prezado por sua beleza, porém ainda mais prezado por sua modéstia, esforço e coragem. Platão diz em sua obra Simpósio que os 'eromenoi' eram os "melhores" meninos, que "amam homens e gostam de ser abraçados por homens".
Embora objeto de afeição e paixão, os 'eromenoi' não necessariamente mantinham relações sexuais. Quando presentes, as relações são mostradas na iconografia como manipulação ou sexo intercrural (entre as pernas). Sexo anal parece mais raro, embora suficientemente comum para ser criticado como prática vergonhosa por feminilizar os jovens que o praticavam. O relacionamento por dinheiro era severamente punido, como mostra o caso de Timarco e o discurso Contra Timarco, por Ésquines.
Ao atingir a maturidade, aos dezoito anos, o 'eromenos' cortava seus cabelos compridos, e deixava a casa de seu 'erastes'. Muitos passavam a ter seu próprio eromenos.
'Eromenos' é tradicionalmente traduzido por 'amado', embora não seja uma boa tradução para o complexo conceito grego original.